# Praon carinum
Praon carinum är en stekelart som beskrevs av Johnson 1987. Praon carinum ingår i släktet Praon och familjen bracksteklar. Inga underarter finns listade i Catalogue of Life.